# 堇叶苣苔
堇叶苣苔（学名：Platystemma violoides）为苦苣苔科堇叶苣苔属下的一个种。